# レミニセンス (ゲーム)
『レミニセンス』（英: REMINISCENCE）は、2013年5月31日にてぃ〜ぐるから発売された18禁恋愛アドベンチャーゲーム。同ブランドの処女作にあたる。2014年6月27日に続編の『レミニセンス Re:Collect』が発売された。
主要なスタッフとしてキャラクターデザイン・原画にトモセシュンサク、シナリオに衣笠彰梧が参加している。『暁の護衛』と世界観が同じであることが示されており、その作品のキャラクターや子孫が登場する。また、トモセシュンサクによれば、本作の制作のために約2年を要したという。
『レミニセンス Re:Collect』は、萌えゲーアワード2014金賞・キャラクターデザイン賞を受賞した。

## ストーリー
主人公・島津秀隆はかつて稀代の天才と謳われるほどの人物であったが、ある事件をきっかけに精神病を患い、地区開発の現場を請け負う特務官になる夢をあきらめたことで、絶望のただ中にいた。秀隆が女子校の臨時講師を務めながら平凡な生活を送っていたころ、2つの街ホープタウン (HOPE TOWN) とドリームタウン (DREAM TOWN) が地区開発のための場所を巡って相対立し、彼らの住むホープタウンは苦戦を強いられ、相手側に開発区域を占有される危機に直面していた。秀隆は臨時講師の職を斡旋してくれたホープタウン代表からの依頼を受け、特務官となることを決意する。そして、古びた施設にあった冷凍カプセルの中で長い年月眠っていた少女との対面を果たす。この少女との出会いが、秀隆の未来を大きく変えることとなる。

## 登場人物

### ホープタウン
島津 秀隆（しまづ ひでたか）
声 - 三毛猫太郎
本作の主人公で、女子校の臨時教師をしている。学生の頃は特務官を目指していたが、事故による後遺症で精神病を患い、現在ではその夢をあきらめている。とある事情により妹の秋とはお互いが相手を殺したいほど憎しみ合っている。その二人を繋げているのがアクセラである。勘が鋭く、時折見えていない事象が見えているような行動をする。作中ではトウモロシの件でそれが発揮されている(それ自体は何ともないのだが体内に入ると有害物質となるものが入っていた)。
島津 秋（しまづ あき）
声 - 鮎川ひなた
秀隆の妹。不治の病に侵されている。秀隆が勤めている女子校の生徒でもある。幼少時代に母親を亡くしており、父親の再婚相手が秀隆の姉だったことで秀隆と兄妹になった。また、父親と秀隆の姉も山梨ビル爆発事件で亡くしており、その原因が自分にあると思い込んで自殺未遂までした過去がある。幼少時代に受けた暴力のせいで秀隆のことを殺したいほど憎むようになったが、それが自分を自殺から守るためにやったことであり、本心ではなかったことを思い出してからは今までとは一転して逆の態度を取るようになる。
アクセラ
声 - 彩世ゆう
島津家のアンドロイド。家事全般を担当している。元々は違法アンドロイドとして活動していたが、山梨ビル爆発事件の際に致命的なエラーが発生してしまい、主人未設定で放置されていたのを秀隆と秋が発見、再登録して家に持ち帰った。後にこの改造を施した人物を特定する条件で正式に島津家のアンドロイドとなった。
キズナ
声 - 百瀬ぽこ
コールドスリープにより150年間眠っていた少女。親から子に遺伝するセムフェリナという病を患っていた。キズナという名は機械に書いてあった「KIZUNA」という文字からとったものである。優れた運動神経と分析力を持ち、動物に好かれる体質を持っている。戦闘能力も高く、ひったくりに人質にされた時には一瞬で組み伏せるほど。親しくなった人物を仇名で呼ぶクセがあり、秀隆をひーくんと呼ぶ。『暁の護衛 〜罪深き終末論〜』に登場した桜坂絆と同一人物と思われる。
片桐 裕輔（かたぎり ゆうすけ）
声 - 江戸川皆人
口数は少ないが秀隆のよき理解者。喧嘩が強く、一度秀隆をボコボコにする。
片桐 愛佳（かたぎり あいか）
声 - 萌花ちょこ
秀隆が勤めている女子校の生徒で、裕輔の妹である。秀隆に好意を寄せており、時折さりげなくアピールするが空振りを繰り返している。
ユウキ
声 - 小池竹蔵
倉屋敷和葉の護衛。150年前より稼働している初代アンドロイドである。以前の記憶はメモリの破損により覚えておらず、そのメモリを首に下げて持ち歩いている。
佐々野 円（ささの まどか）
声 - 有栖川みや美
ホープタウンの特務官。秀隆とは学生時代の同級生であり、恋人でもあった。凛ルートの秀隆の独自によると恋人であった時期に既に行為に行っていたことがわかる。
杉村 佳奈美（すぎむら かなみ）
声 - 韮井叶
秀隆の主治医。実は柳沢軍司が所有する違法アンドロイド。
倉屋敷 和葉（くらやしき かずは）
声 - 雪都さお梨
倉屋敷重工の社長である女性。自他と共に認める天才であるが故に孤独である。また、キズナの身元引受人だが、受けた理由は「自分と血の繋がりがある」からである。
竹内 義人（たけうち よしと）
ホープタウン特務官。
声 - 秋月秀行
唐沢 浩二（からさわ こうじ）
ホープタウンの代表。ホープタウンを守るためなら何でもする冷酷な一面も持っている。
声 - 祭大!!
磯部 雅和（いそべ まさかず）
声 - 葵海人
秀隆の先輩。何故か秀隆を目の敵にしている。

### ドリームタウン
水野 凛（みずの りん）
声 - 端野愛華
ホープタウンとドリームタウンで活躍しているアイドル。自分が綺麗で巨乳であることを自覚しており、それをネタに面白いトークを繰り返す。幼少時代にアンドロイドの暴走によって危険な目にあったことからアンドロイドを毛嫌いする。また、人とアンドロイドを一目で見分けることもできる。
大河内 希望（おおこうち のぞみ）
声 - 森谷実園
ドリームタウンの代表の娘。困っている人を助ける性格の前向きな少女でもある。龍也とは婚約関係にあるが龍也の気持ちが自分に向いていないことに気付いており悩んでいる。
シナリオ担当の衣笠彰梧は個人的にショートが好きで人気が出ると思って誕生させたキャラクターであると述べている。
高坂 龍也（こうさか りゅうや）
声 - ほうでん亭ブリスケ
ドリームタウンの特務官で希望の婚約者。恋に惚れている。一部のルートでは恋に告白するも振られる。
マリア
クイーンの妹かつ側近。
声 - 木村あやか
大河内 麦蔵（おおこうち むぎぞう）
声 - 真木将人
ドリームタウンの代表で野心家の男性。希望の父親。野心家ではあるが決して娘を鑑みないわけでは無い。希望のルートでは秀隆の事を認め、龍也合意の元で婚約を破棄した。
恭一（きょういち）
声 - 茶介
セムフェリナという病を患ったためにコールドスリープにより150年間眠っていた男性。装置が損傷したため脳にダメージを負い、記憶を失っている。本の虫であり、腕節はやたら強く、そういうものに疎いはずの秀隆にすらその強さを感じさせるほどである。薄汚れた場所に行くと懐かしい気持ちになるらしい。
長谷川 恋（はせがわ れん）
声 - 星咲イリア
若い特務官であり、恭一が住んでいる家の家主。また、龍也に好意を抱かれているが気づいていない。
本条 静乃（ほんじょう しずの）
声 - よもぎすふれ
カジノのディーラー。実は柳沢軍司が所有する違法アンドロイド。

### 大和
大善寺 涼風（だいぜんじ すずか）
声 - 渋谷ハルコ
大和の大元帥（代表）で心優しき女性。父親は藤堂正宗に毒殺された。ホープタウンと和平の道を模索している。
大善寺 清隆（だいぜんじ きよたか）
大和の前大元帥（代表）。涼風の父親で、藤堂正宗に毒殺された。
藤堂 正宗（とうどう まさむね）
声 - 戸塚和也
大和の特別上流階級で政を取りまとめている存在。他のジオフロントとは、戦争になっても力で服従させようと思っている。
宇賀 誠之助（うが せいのすけ）
声 - 立巻仁吾朗
大和の特別上流階級で人別帳（戸籍）を取りまとめている存在。雪菜、時雨、呉羽の父親
宇賀 雪菜（うが ゆきな）、宇賀 時雨（うが しぐれ）
声 - 空峰志音
宇賀と奴隷階級の者との間に生まれた双子。時雨より雪菜の方が胸が大きい。涼風の昔からの世話役でもあり、涼風を信頼している。
宇賀 呉羽（うが くれは）
声 - まつだまちゅり
宇賀の最愛の妻だった子。ただし、誠之助とは血が繋がっていない。屋敷の離れに隔離され育っている。涼風の来訪時は、遊んでもらっていて懐いている。
高宮（たかみや）
声 - 瀬路啓維
奴隷階級であるが、藤堂に見込まれ藤堂に仕えている。性格は温和で人当たりもよい。
赤司（あかし）
声 - 音若丸
奴隷階級であるが、藤堂に見込まれ藤堂に仕えている。性格は寡黙だが義に厚い。

## 主題歌
レミニセンス
主題歌「やがて消える幻でも」
作詞・作曲：wight / 編曲：Barbarian On The Groove / 歌：榊原ゆい
2nd主題歌「幻影ノスタルジア」
作詞：wight / 作曲・編曲：mo2, wight / 歌：カヒーナムジカ
エンディングテーマ「未来をつなぐ記憶の欠片」
作詞：wight / 作曲・編曲：mo2 / 歌：Barbarian On The Groove feat. 霜月はるか
レミニセンス Re：Collect
主題歌「”光あれ”と願う心を」
作詞・作曲・編曲：wight / 歌：榊原ゆい

## 制作背景
本作は衣笠彰梧とトモセシュンサクがタッグを組んだ2作目の作品である。トモセによれば二人が初めてタッグを組んだ『暁の護衛』の終了後に、互いに今後どうするかとなったところに衣笠が本作の企画書を持ってきたという。トモセは前作が終了した時点でコンビ解消だと思っていたが、衣笠の企画書を見た時にとても面白いと感じ、やってやろうと思ったと振り返っている。

## スタッフ
- 企画・シナリオ - 衣笠彰梧
- キャラクターデザイン・原画 - トモセシュンサク
- 音楽 - tiko-u、Barbarian On The Groove